# Norbert Veber
Norbert Veber, slovenski sindikalni delavec in politik, * 25. julij 1912, Trst, Avstro-Ogrska † 4. april 1974, Sisek, Socialistična federativna republika Jugoslavija (zdaj Hrvaška).

## Življenje in delo
Rodil se je v družini tržaškega železničarja, ki se je zaradi fašističnega nasilja preselila v Maribor. Tu je končal meščansko šolo in se izučil za ključavničarja. Vključil se je v sindikalno gibanje in se izkazal za dobrega organizatorja delavskih stavk. Kasneje se je preselil v Ljubljano. Tu se je zaposlil v Strojni tovarni in livarni, a so ga kmalu zaradi sindikalne aktivnosti odpustili z dela. Vrnil se je v Maribor, kjer je bil leta 1937 sprejet v Komunistično partijo Jugoslavije. Leto kasneje je odšel v Banjo Luko in se zaposlil v livarni Jelšin grad. Od tu je odšel v tovarno železniških vozil in mostov v Slavonski Brod. Leta 1941 se je pridružil narodnoosvobodilni borbi. Po treh letih je odšel v Zagreb kjer je v prevzel mesto organizacijskega sekretarja Centralnega komiteja Komunistične partije Hrvaške. Leta 1944 je postal inštruktor CK KPH. Po osvoboditvi je delal na številnih odgovornih mestih, med drugim je bil: načelnik Ministrstva za trgovino in oskrbo Ljudske republike Hrvaške, pomočnik ministra za lahko industrijo Jugoslavije, pomočnik ministra za predelovalno industrijo Jugoslavije. Od oktobra 1951 je bil sekretar centralnega sveta Zveze sindikatov Jugoslavije, kasneje je bil izvoljen tudi v CK ZKJ. Leta 1958 je odšel v Sisek, kjer je do smrti vodil železarno. Prejel je več nagrad ter civilnih in vojaških odlikovanj.

## Odlikovanja in nagrade
- partizanska spomenica 1941
- red za hrabrost
- red za vojaške zasluge z zlatimi meči
- red bratstva in enotnosti s srebrnim vencem
- red bratstva in enotnosti z zlatim vencem
- red zaslug za ljudstvo s srebrenimi žarki
- red zaslug za ljudstvo s srebrno zvezdo
- red dela z zlatim vencem
- nagrada AVNOJ 1972